# Уайе, Дидье
Дидье́ Уайе́ (фр. Didier Hoyer; 3 февраля 1961, Булонь-сюр-Мер) — французский гребец-каноист, выступал за сборную Франции во второй половине 1980-х — первой половине 1990-х годов. Участник трёх летних Олимпийских игр, дважды бронзовый призёр Олимпийских игр, серебряный и бронзовый призёр чемпионатов мира, победитель многих регат национального и международного значения.

## Биография
Дидье Уайе родился 3 февраля 1961 года в городе Булонь-сюр-Мер, департамент Па-де-Кале. Активно заниматься греблей начал в раннем детстве, проходил подготовку в местном каноэ-клубе BCK.
Первого серьёзного успеха на взрослом международном уровне добился в 1984 году, когда попал в основной состав французской национальной сборной и благодаря череде удачных выступлений удостоился права защищать честь страны на летних Олимпийских играх 1984 года в Лос-Анджелесе. Вместе с напарником Эриком Рено завоевал здесь бронзовую медаль в зачёте двухместных каноэ на дистанции 1000 метров, пропустив вперёд экипажи из Румынии и Югославии. Кроме того, они участвовали в гонке на 500 метров, тоже пробились в финальную стадию турнира, но в решающем заезде финишировали четвёртыми, остановившись в шаге от призовых позиций.
В 1986 году Уайе побывал на чемпионате мира в канадском Монреале, откуда привёз награду бронзового достоинства, выигранную в одиночках на десяти километрах. Будучи одним из лидеров французской гребной команды, благополучно прошёл квалификацию на Олимпийские игры 1988 года в Сеуле, однако на сей раз в число призёров не попал, в двойках на километре финишировал восьмым.
На чемпионате мира 1989 года в болгарском Пловдиве выиграл серебряные медали в двойках на тысяче и десяти тысячах метров. Два года спустя на домашнем мировом первенстве в Париже стал бронзовым призёром в двойках на дистанции 500 метров и серебряным призёром в двойках на дистанции 1000 метров. Позже отправился на Олимпиаду 1992 года в Барселоне, где совместно с партнёром Оливье Буавеном завоевал бронзу в программе двоек на тысяче метрах. Также они участвовали в заездах двоек на пятистах метрах, но здесь финишировали в финале только шестыми.
После трёх Олимпийских игр Дидье Уайе ещё в течение некоторого времени оставался в основном составе национальной команды Франции и продолжал принимать участие в крупнейших международных регатах. Так, в 1993 году он выступил на чемпионате мира в Копенгагене и выиграл там серебряную медаль в двойках на тысяче метрах.